# Гуакамоле

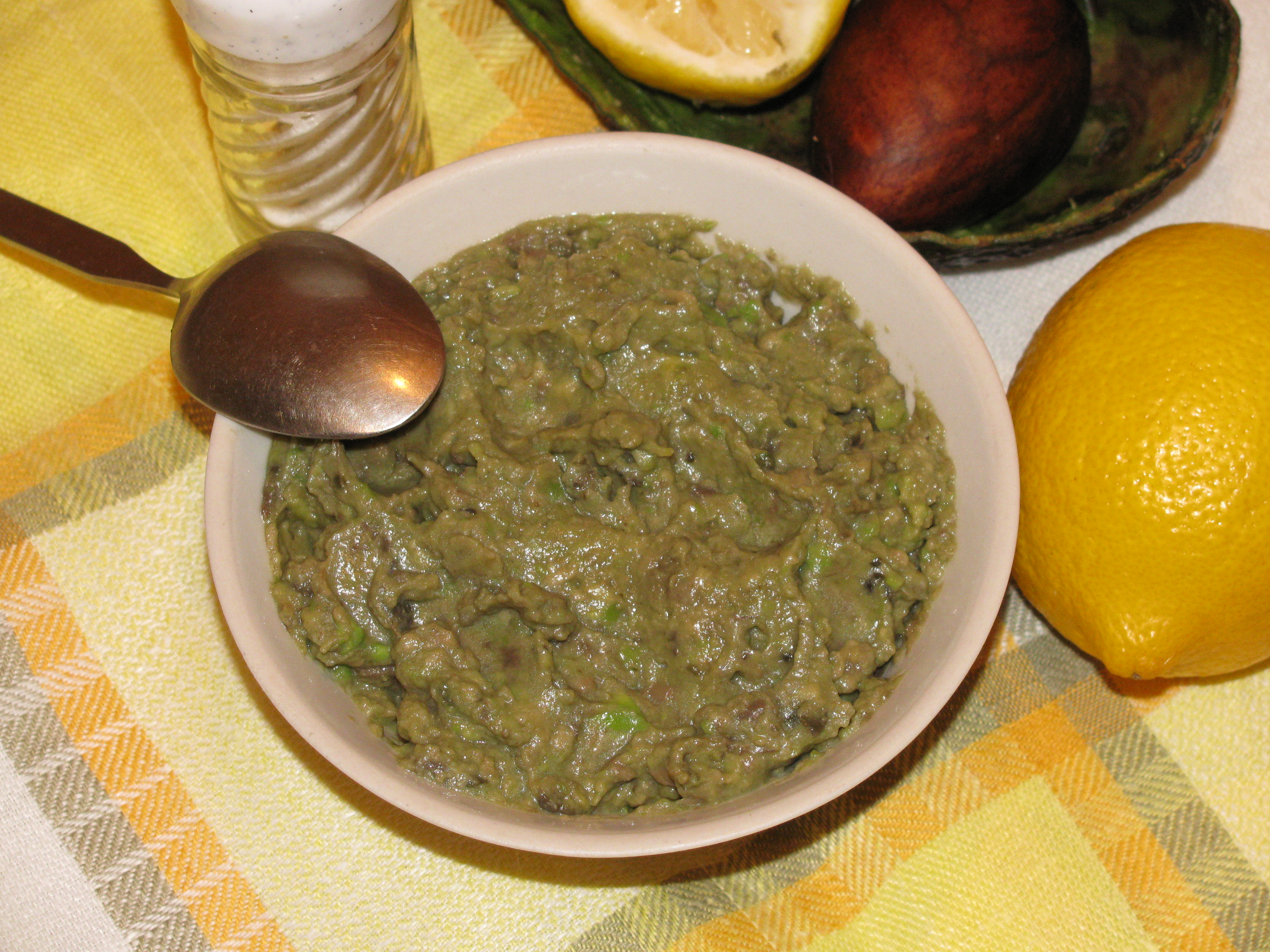
Соус «Ґуакамо́ле»

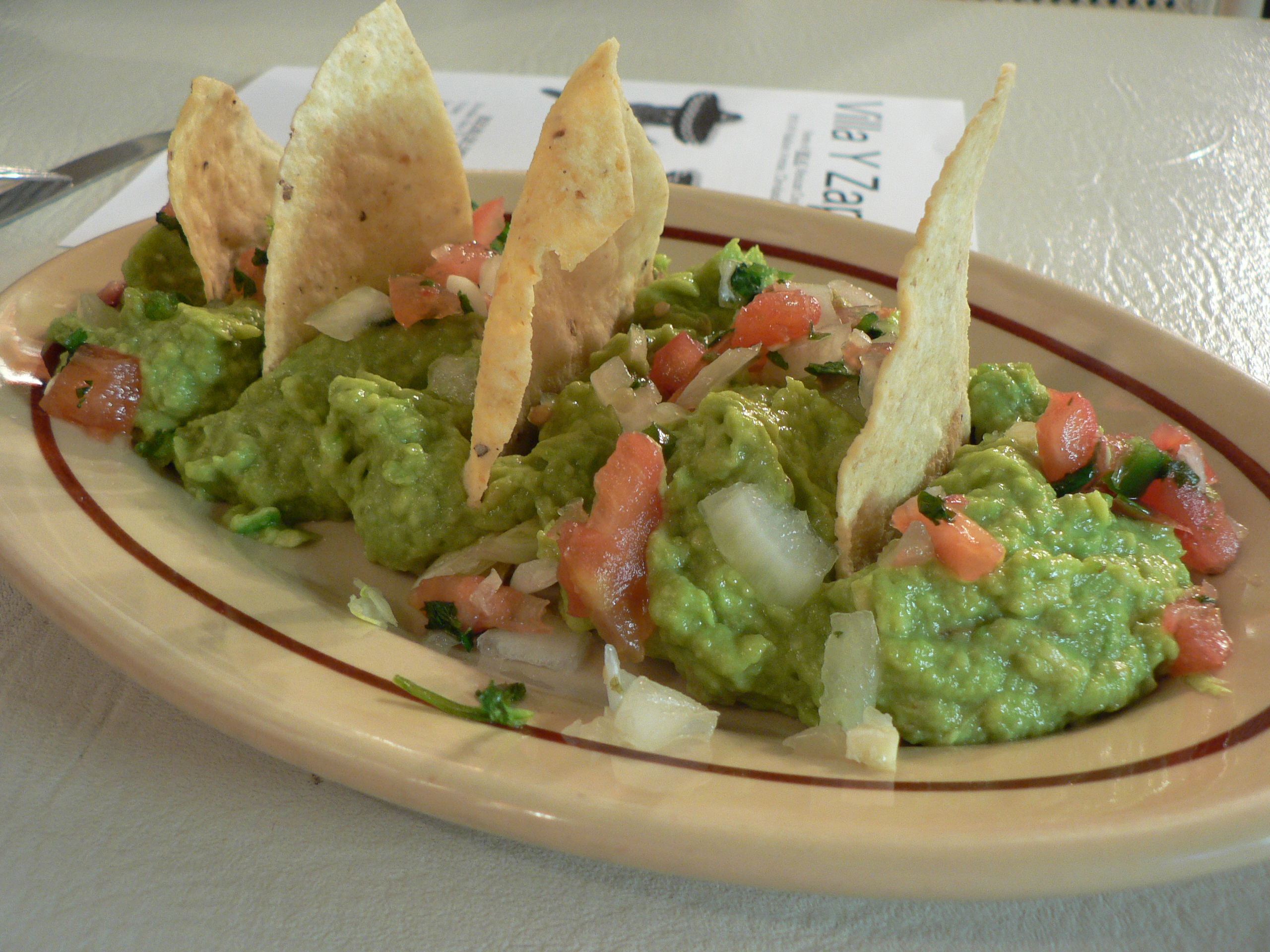
Ґуакамоле із чипсами тортилья

Ґуакамоле (ісп. guacamole) або ґуак (guac) в Північній Америці) — традиційна страва мексиканської кухні, соус (сальса) на основі стиглого авокадо, соку лайму та солі. Також може містити додаткові складники: помідори, цибулю, паприку, часник, коріандр, приправи. Її подають до м’яса і овочевих страв, також ґуакамоле чудово смакує з тортильєю. 
Історія походження соусу сягає часів ацтеків.
Соус ґуакамоле — одна з візитівок мексиканської кухні.

## Походження назви
Слово guacamole походить від слова мови ацтеків (науатль) ahuacamolli (ahuacatl = «авокадо» + molli = «соус»).

## Рецепт

### Базовий
Треба очистити аввокадо від шкірки, розрізати навпіл і видалити кісточку. Авокадо має бути м'яким , інакше не вийде потрібна консистенція соусу. Потім нарізати авокадо кубиками і перекласти в миску, вичавити туди трохи соку лимону (можна використовувати сік лайму).  Додати до авокадо оливкову  олію і посолити за смаком. Розім'яти все виделкою. Додати до соусу дрібно подріблені листочки кінзи. 
Інші інгредієнти (помідори, цибуля, паприка, часник, приправи) додаються за бажанням.

## Споживання
Соус подають як гарнір до будь-яких страв, овочевих, м’ясних чи з морепродуктів. У Мексиці його їдять із прісними чипсами або баґетом.